# فلوريد الأمونيوم
فلوريد الأمونيوم هو مركب كيميائي له الصيغة NH4F ، ويكون على شكل بلورات بيضاء.

## الخواص
- يتبلور مركب فلوريد الأمونيوم في شبكته البلورية على نمط الشبكة البلورية للـفورتزيت، بحيث تكون فيها شاردة أمونيوم محاطة بأربع شوارد (أيونات) من الفلوريد، وبالعكس كل شاردة فلوريد محاطة بأربع شوارد من الأمونيوم، وبين كل زوج من N،F يوجد جسر هيدروجيني.
- ينحل مركب فلوريد الأمونيوم بشكل جيد في الماء.
- بتسخين محلول من فلوريد الأمونيوم يتحرر الأمونياك ويتشكل ثنائي فلوريد أمونيوم هيدروجين.

## التحضير
يحضر مركب فلوريد الأمونيوم من تمرير غاز الأمونياك على محلول مائي ساخن من فلوريد الهيدروجين حتى الإشباع من المركب الناتج.
بتبريد المحلول نحصل على بلورات من مركب فلوريد الأمونيوم.

## السلامة
مركب فلوريد الأمونيوم ضار بالصحة.